# Allen Yanes
Allen José Yanes Pinto (Los Angeles, 4 luglio 1997) è un calciatore guatemalteco, difensore del Deportivo Mixco e della nazionale guatemalteca.

## Carriera

### Club
Ha giocato nella massima serie guatemalteca.

### Nazionale
Nel 2015 ha preso parte al campionato nordamericano di categoria con la nazionale guatemalteca Under-20; nel 2018 ha esordito in nazionale maggiore.
Il 5 giugno 2024 trova la sua prima rete in nazionale, nella vittoria per 6-0 contro Dominica.

## Statistiche

### Cronologia presenze e reti in nazionale
| Cronologia completa delle presenze e delle reti in nazionale ― Guatemala | Cronologia completa delle presenze e delle reti in nazionale ― Guatemala | Cronologia completa delle presenze e delle reti in nazionale ― Guatemala | Cronologia completa delle presenze e delle reti in nazionale ― Guatemala | Cronologia completa delle presenze e delle reti in nazionale ― Guatemala | Cronologia completa delle presenze e delle reti in nazionale ― Guatemala | Cronologia completa delle presenze e delle reti in nazionale ― Guatemala | Cronologia completa delle presenze e delle reti in nazionale ― Guatemala |
| Data                                                                     | Città                                                                    | In casa                                                                  | Risultato                                                                | Ospiti                                                                   | Competizione                                                             | Reti                                                                     | Note                                                                     |
| ------------------------------------------------------------------------ | ------------------------------------------------------------------------ | ------------------------------------------------------------------------ | ------------------------------------------------------------------------ | ------------------------------------------------------------------------ | ------------------------------------------------------------------------ | ------------------------------------------------------------------------ | ------------------------------------------------------------------------ |
| 7-9-2018                                                                 | Los Angeles                                                              | Argentina                                                                | 3 – 0                                                                    | Guatemala                                                                | Amichevole                                                               | -                                                                        | 46’                                                                      |
| 22-3-2019                                                                | Città del Guatemala                                                      | Guatemala                                                                | 1 – 0                                                                    | Costa Rica                                                               | Amichevole                                                               | -                                                                        |                                                                          |
| 26-3-2019                                                                | Managua                                                                  | Nicaragua                                                                | 0 – 1                                                                    | Guatemala                                                                | Amichevole                                                               | -                                                                        |                                                                          |
| 5-9-2019                                                                 | Città del Guatemala                                                      | Guatemala                                                                | 10 – 0                                                                   | Anguilla                                                                 | CONCACAF Nations League 2019-2020 - 1º turno                             | -                                                                        |                                                                          |
| 10-9-2019                                                                | Mayagüez                                                                 | Porto Rico                                                               | 0 – 5                                                                    | Guatemala                                                                | CONCACAF Nations League 2019-2020 - 1º turno                             | -                                                                        | 18’                                                                      |
| 12-10-2019                                                               | The Valley                                                               | Anguilla                                                                 | 0 – 5                                                                    | Guatemala                                                                | CONCACAF Nations League 2019-2020 - 1º turno                             | -                                                                        |                                                                          |
| 15-10-2019                                                               | Devonshire                                                               | Bermuda                                                                  | 0 – 0                                                                    | Guatemala                                                                | Amichevole                                                               | -                                                                        | 76’                                                                      |
| 16-11-2019                                                               | Città del Guatemala                                                      | Guatemala                                                                | 5 – 0                                                                    | Porto Rico                                                               | CONCACAF Nations League 2019-2020 - 1º turno                             | -                                                                        | 53’                                                                      |
| 21-11-2019                                                               | Coatepeque                                                               | Guatemala                                                                | 8 – 0                                                                    | Antigua e Barbuda                                                        | Amichevole                                                               | -                                                                        |                                                                          |
| 24-2-2021                                                                | Città del Guatemala                                                      | Guatemala                                                                | 1 – 0                                                                    | Nicaragua                                                                | Amichevole                                                               | -                                                                        |                                                                          |
| 24-3-2021                                                                | Città del Guatemala                                                      | Guatemala                                                                | 1 – 0                                                                    | Cuba                                                                     | Qual. Mondiali 2022                                                      | -                                                                        | 26’ 46’                                                                  |
| 26-5-2024                                                                | San Francisco                                                            | Guatemala                                                                | 1 – 1                                                                    | Nicaragua                                                                | Amichevole                                                               | -                                                                        | 60’ 74’                                                                  |
| 5-6-2024                                                                 | Città del Guatemala                                                      | Guatemala                                                                | 6 – 0                                                                    | Dominica                                                                 | Qual. Mondiali 2026                                                      | 1                                                                        | 35’                                                                      |
| 27-7-2024                                                                | Los Angeles                                                              | Guatemala                                                                | 0 – 1                                                                    | El Salvador                                                              | Amichevole                                                               | -                                                                        |                                                                          |
| 1-9-2024                                                                 | Fort Lauderdale                                                          | Uruguay                                                                  | 1 – 1                                                                    | Guatemala                                                                | Amichevole                                                               | -                                                                        |                                                                          |
| 5-9-2024                                                                 | Città del Guatemala                                                      | Guatemala                                                                | 3 – 1                                                                    | Martinica                                                                | CONCACAF Nations League 2024-2025 - 1º turno                             | -                                                                        | 82’                                                                      |
| 16-3-2025                                                                | Fort Lauderdale                                                          | Guatemala                                                                | 2 – 1                                                                    | Honduras                                                                 | Amichevole                                                               | -                                                                        |                                                                          |
| 21-3-2025                                                                | Bridgetown                                                               | Guyana                                                                   | 3 – 2                                                                    | Guatemala                                                                | Qual. Gold Cup 2025                                                      | -                                                                        |                                                                          |
| 25-3-2025                                                                | Città del Guatemala                                                      | Guatemala                                                                | 2 – 0                                                                    | Guyana                                                                   | Qual. Gold Cup 2025                                                      | -                                                                        | 85’                                                                      |
| Totale                                                                   |                                                                          | Presenze                                                                 | 19                                                                       |                                                                          | Reti                                                                     | 1                                                                        |                                                                          |

## Palmarès

### Club

#### Competizioni internazionali
- CONCACAF League: 1

Comunicaciones: 2021